# Atenogenes
Atenogenes – imię męskie pochodzenia greckiego. Pochodzi od greckiego imienia będącego złożeniem imienia bogini Ateny i członu genes, a oznacza „syn Ateny”, „potomek Ateny”. Wśród patronów – św. Atenogenes, biskup Sebasty i męczennik (III/IV wiek).
Atenogenes imieniny obchodzi 18 stycznia i 16 lipca.
Atenogenes w innych językach:
- rosyjski – Афиноген[1].